# بوكيمون بوزل ليغ
بوكيمون بوزل ليغ (بالإنجليزية: Pokémon Puzzle League)‏، هي لعبة فيديو من تطوير ستوديو نينتندو سوفتوير تكنلوجي، ومن نشر شركة نينتندو اليابانية، حيث صدرت على منصة نينتندو 64 في أوروبا وأمريكا الشمالية.

## المواقع الخارجية
- بوكيمون بوزل ليغ على موقع IMDb (الإنجليزية)

- Official Pokémon Puzzle League Mini-Site
- Tetris Attack and Pokémon Puzzle League FAQ and records